# Nongchanai Prinyathawat
Nongchanai Prinyathawat (thaï : กาญจนา นาคนันทน์) est une romancière thaïlandaise qui avait aussi comme nom de plume Kanchana Nakhanan (นงไฉน ปริญญาธวัช). Elle a été faite artiste nationale de Thaïlande en 2012.

## Œuvres
- ผู้ใหญ่ลีกับนางมา (Phoo Yai Lee Gab Nang Ma / Le Chef de village et mademoiselle Ma)
- ธรณีนี่นี้ใครครอง (Toranee Ni Nee Krai Krong / À qui appartient cette terre ?)
- ผู้กองยอดรัก (Phoo Kong Yod Ruk  / Mon Cher Capitaine)